# The Smile
The Smile — англійський рок-гурт у складі Тома Йорка (вокал, гітара, бас, клавішні), Джонні Ґрінвуда (гітара, бас, клавішні) і Тома Скіннера (ударні). Критики порівнюють їх з гуртом Йорка і Ґрінвуда Radiohead, але з більшим впливом джазу, краут-року та прогресивного року і більш вільним, «диким» звучанням.
The Smile утворилися у 2018 році і працювали під час локдаунів через COVID-19 у 2020 та 2021 роках. Вони несподівано дебютували у виступі, який транслювався на фестивалі Ґластонбері у травні 2021 року. На початку 2022 року вони випустили шість синглів і вперше виступили перед публікою на трьох концертах у Лондоні, які транслювалися в прямому ефірі. У травні The Smile випустили свій дебютний альбом A Light for Attracting Attention, який отримав визнання. Його продюсував Найджел Ґодріч, багаторічний продюсер Radiohead.
The Smile гастролювали Європою та Північною Америкою у 2022 та 2023 роках і випустили концертні мініальбоми The Smile (Live at Montreux Jazz Festival, July 2022) та Europe: Live Recordings 2022. Їхній другий студійний альбом, Wall of Eyes, спродюсований Семом Петтс-Девісом, вийшов у січні 2024 року, після чого відбувся європейський тур. Третій альбом Cutouts, частина якого була записана під час сесій Wall of Eyes, вийшов у жовтні 2024 року.

## Історія

### Формування (2018—2020)
У 2018 році гітарист Radiohead Джонні Ґрінвуд попросив барабанщика Sons of Kemet Тома Скіннера приєднатися до нього на сесію, щоб спробувати кілька ідей. Вони вперше працювали разом над саундтреком Ґрінвуда до фільму Майстер 2012 року. Через кілька місяців вони попросили приєднатися вокаліста Radiohead Тома Йорка. Барабанщик Radiohead Філіп Селвей розповідав, що учасникам гурту корисно досліджувати різні проєкти та «подивитися, що інші музичні голоси можуть зробити з твоїми ідеями».
Перший альбом The Smile був спродюсований Найджелом Ґодрічем, багаторічним продюсером Radiohead. За словами Ґодріча, проєкт виник у Ґрінвуда, коли він «писав усі ці рифи, чекаючи, що щось станеться» під час карантину через COVID-19. Він назвав пандемію та відсутність гітариста Radiohead Еда О'Браєна, який був зайнятий своїм дебютним сольним альбомом Earth (2020), мотивуючими факторами. Pitchfork пояснив появу Smile розчаруванням Ґрінвуда повільним робочим темпом Radiohead та його бажанням випускати записи, які «на 90 відсотків кращі, [які] виходять удвічі частіше». Ґрінвуд розповідав: «У нас було не так багато часу, але ми просто хотіли закінчити кілька пісень разом. Це було дуже швидко, але ми відчули, що це щасливий спосіб створювати музику».
Учасники Smile погодилися не давати інтерв'ю про проєкт. Свою назву вони взяли від назви вірша Теда Г'юза. Йорк сказав, що це «не посмішка, по типу 'ах', а скоріше посмішка, як у хлопця, який бреше тобі щодня».

### Перші виступи

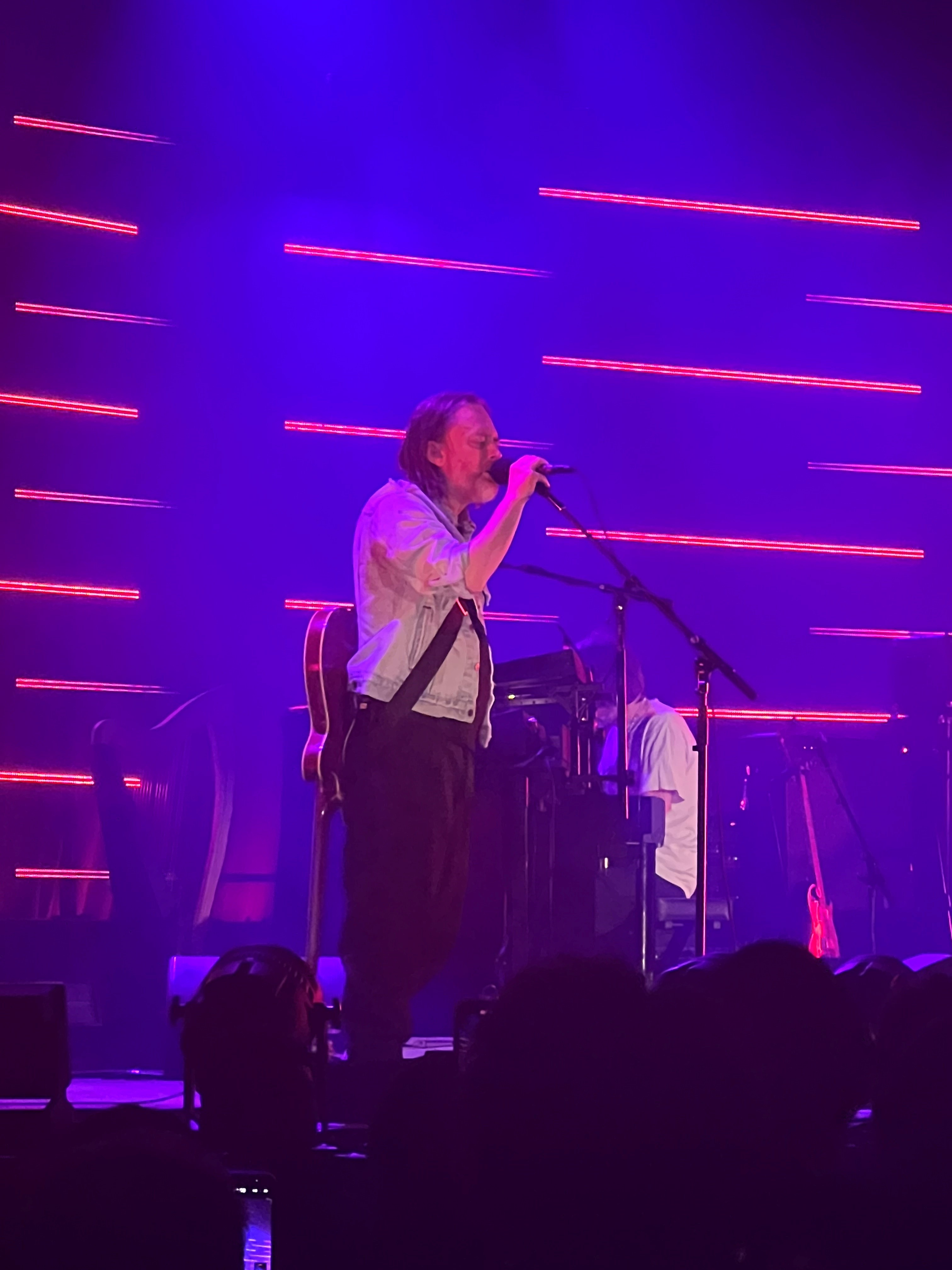
The Smile у The Factory in Deep Ellum, Даллас, грудень 2022

The Smile несподівано дебютували виступом для концертного відео Live at Worthy Farm, знятого фестивалем Ґластонбері і показаного 22 травня 2021 року. Виступ був записаний таємно раніше того ж тижня і анонсований у день трансляції. Гурт виконав вісім пісень, а Йорк і Ґрінвуд грали на гітарі, бас-гітарі, синтезаторі Moog і родес-піано.
Йорк виконав пісню Smile, «Free in the Knowledge», на концерті Letters Live у лондонському Альберт-голі в жовтні 2021 року. 29 і 30 січня 2022 року Smile вперше виступили перед публікою на трьох концертах у лондонському клубі Magazine, які транслювалися в прямому ефірі. Вони грали на круглій сцені і дебютували з кількома треками, серед яких «Speech Bubbles», «A Hairdryer», «Waving a White Flag» і «The Same». Шоу також включали виконання пісні «Open the Floodgates», яку Йорк вперше виконав у 2010 році, і кавер-версію синглу Джо Джексона 1979 року «It's Different for Girls».
У NME Джеймс Бальмонт поставив лондонському концерту чотири з п'яти, назвавши його «скрупульозним, захопливим». У The Guardian Кітті Емпайр поставила чотири з п'яти, написавши, що «The Smile найбільш переконливі в музичному плані, коли відходять від Radiohead», а Алексіс Петрідіс поставив три, сказавши, що він «інтригуючий, а не сліпучий, час від часу зачаровує, наповнений захопливими ідеями, які не завжди зливаються воєдино».

### A Light for Attracting Attention
20 квітня 2022 року The Smile анонсували свій дебютний альбом A Light for Attracting Attention. Він вийшов у цифровому форматі на лейблі XL Recordings 13 травня, а 17 червня вийшов у роздріб і посів п'яте місце в UK Albums Chart. Альбом отримав визнання; критик Райан Домбал написав, що це «безсумнівно, найкращий альбом сайд-проєкту Radiohead». Перший сингл, «You Will Never Work in Television Again», вийшов на стрімінгових платформах 5 січня 2022. За ним послідували «The Smoke», «Skrting on the Surface», «Pana-vision», «Free in the Knowledge», і «Thin Thing».
16 травня Smile розпочали турне Європою та Північною Америкою, в рамках якого виконали невидану пісню «Just Eyes and Mouth», сингл Йорка 2009 року «FeelingPulledApartByHorses» та новий матеріал. На деяких піснях до гурту приєднався саксофоніст Роберт Стілман. Другий тур Північною Америкою розпочався в середині 2023 року, включаючи перший концерт Smile у Мехіко та хедлайнерський слот на музичному фестивалі Pitchfork у Чикаго.
14 грудня 2022 року Smile випустили цифровий мініальбом The Smile (Live at Montreux Jazz Festival, July 2022) з піснями з виступу на джазовому фестивалі в Монтре, Швейцарія. 10 березня 2023 року вони випустили лімітований вініловий EP Europe: Live Recordings 2022, який включає виконання «FeelingPulledApartByHorses».

### Wall of EyesіCutouts(2024)

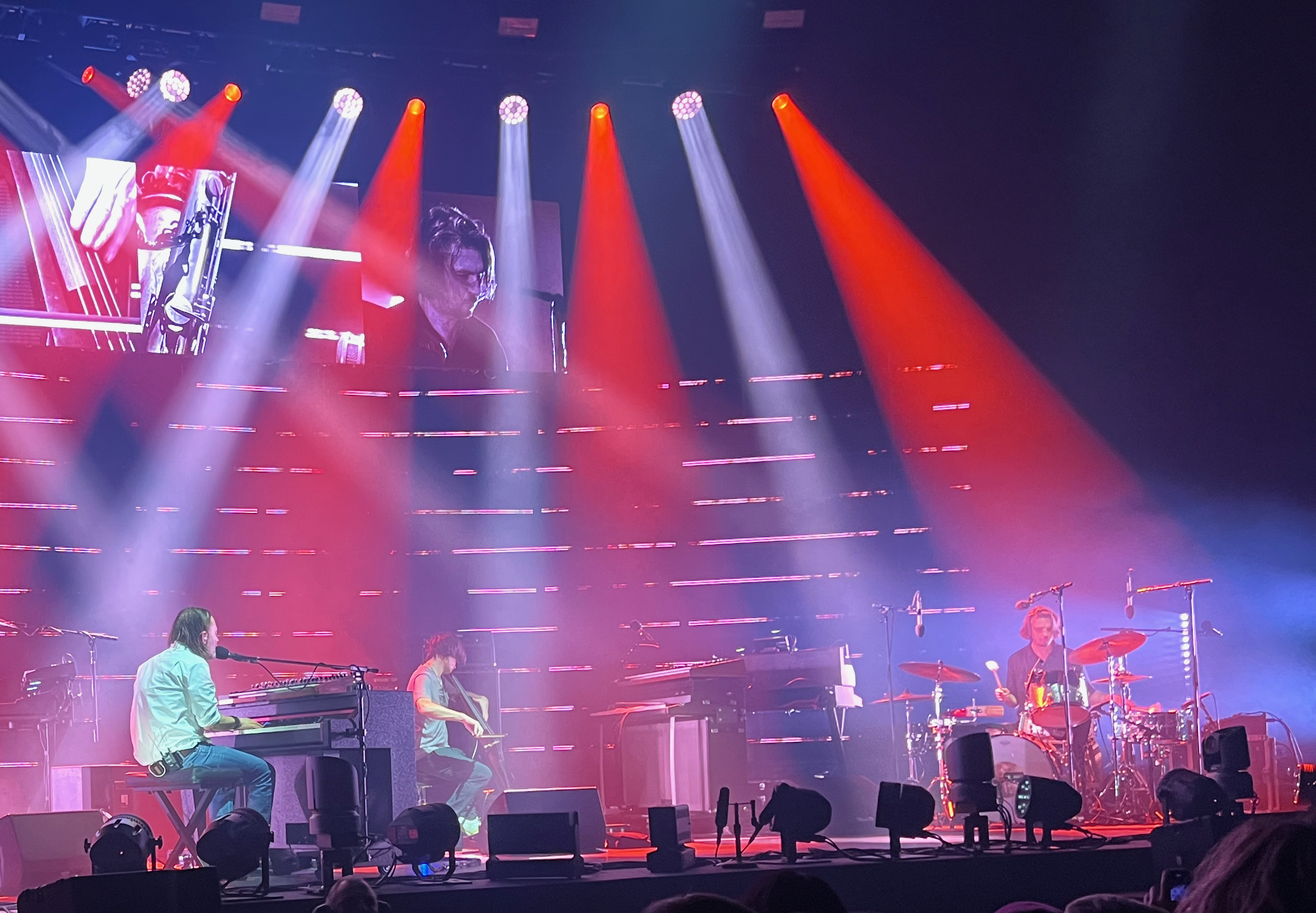
The Smile у Брайтон-центрі, березень 2024

У березні 2023 року Smile підтвердили, що вже сім тижнів записують другий альбом. 20 червня вони випустили перший сингл з другого альбому, «Bending Hectic», за участю Лондонського сучасного оркестру. Stereogum описав його як «епопею, яка починається м'яко і тихо, а потім перетворюється на розкішного тупочущого звіра, що тупотить». У вересні Йорк і Стенлі Донвуд виставили в Лондоні добірку робіт, створених для Smile під назвою The Crow Flies.
The Smile випустили свій другий альбом Wall of Eyes, продюсером якого виступив Сем Петтс-Девіс, 26 січня 2024 року. Його просуванню сприяли сингли «Wall of Eyes» і «Friend of a Friend», обидва супроводжувалися музичними відеокліпами режисера Пола Томаса Андерсона. 19 січня 2024 року The Smile провели серію показів у незалежних кінотеатрах. Заходи включали вечірки з прослуховування альбому та добірку відеокліпів Йорка і Ґрінвуда, відзнятих Андерсоном. Учасники гурту несподівано з'явилися у лондонському кінотеатрі Принца Чарльза і відповіли на запитання глядачів. У березні The Smile розпочнуть європейське турне, включаючи виступ на музичному фестивалі BBC 6 Music Festival разом з Лондонським сучасним оркестром. Їхній серпневий тур 2024 року був скасований після того, як Ґрінвуд тимчасово потрапив до лікарні з серйозною інфекцією. У квітні Йорк випустив саундтрек до фільму Confidenza, у записі якого взяли участь Скіннер і Стілман. 4 жовтня 2024 року The Smile випустили свій третій альбом Cutouts, записаний під час тих самих сесій, що й Wall of Eyes. Його просували за допомогою синглів «Don't Get Me Started», «The Slip», «Foreign Spies», «Zero Sum» і «Bodies Laughing», з відеокліпами цифрового художника Weirdcore і серії загадкових повідомлень у соціальних мережах. Йорк заявив, що Smile не планують подальших виступів і перебувають «на паузі», поки Ґрінвуд відновлюється.

## Стиль
Журнал Consequence писав, що Smile містить елементи постпанку, прото-панку та мат-року. Критик Кітті Емпайр відзначила елементи афробіту в «Eyes & Mouth» та вплив електронної музики 1960-х років і системної музики в «Open the Floodgates» і «The Same». У кількох піснях Ґрінвуд використовує ефект затримки для створення «наріжних» синхронізованих повторів. Стенлі Донвуд, який працює з Йорком над створенням обкладинок для Radiohead, також створює обкладинки для Smile.
Критики порівнювали Smile з гуртом Йорка і Ґрінвуда — Radiohead; обидва гурти використовують «викривлені» мелодії, незвичні тактові розміри та відчуття «вінтажного року». Критик The Guardian Алексіс Петрідіс сказав, що The Smile звучать «одночасно більш скелетно і вузлувато», ніж Radiohead, з впливом прогресивного року, складними рифами і «жорсткою» моторик-психоделією. Pitchfork визначив «пружність» у грі Скіннера на барабанах і «незнайому агресію» у бас-гітарних партіях Ґрінвуда. Оглядач Pitchfork Джаз Монро сказав, що Smile були «дивнішими і дикішими» за Radiohead, з більшим акцентом на джаз, прогресивний рок і краут-рок. Дописувач Stereogum Кріс Девілл описав Smile як «джазовіших» і «приглушеніших» за Radiohead. Критик Uncut Віндхем Воллес описав Smile як «не стільки побічний продукт, скільки регенерацію, як нового Доктора Хто, який з'явився з того ж генофонду з однаковою силою».
Деякі критики інтерпретували Smile як визвольний проєкт для Йорка і Ґрінвуда, з меншим тиском, ніж у Radiohead. Йорк сказав, що він не «відчуває потреби відповідати чомусь … Я думаю, що ми заслужили право робити те, що має сенс для нас, без необхідності пояснювати себе або бути відповідальними перед чиїмись історичними уявленнями про те, що ми повинні робити». У той час як Radiohead збирають альбоми в «потужні цілісні висловлювання», Девілл писав, що альбоми Smile нагадують «збірник всього, над чим вони працювали останнім часом». Smile працювали швидше, ніж Radiohead; Ґрінвуд пояснював це меншою командою порівняно з кількістю ресурсів, необхідних для створення альбомів Radiohead.

## Склад
- Джонні Ґрінвуд — гітара, бас, клавішні, арфа
- Том Скіннер — барабани, перкусія, клавішні, бек-вокал
- Том Йорк — вокал, бас, гітара, клавішні, піаніно

### Додаткові концертні учасники
- Роберт Стілман — саксофон

## Дискографія

### Студійні альбоми
- A Light for Attracting Attention (13 травня 2022)
- Wall of Eyes (26 січня 2024)
- Cutouts (4 жовтня 2024)

### Мініальбоми
- The Smile (Live at Montreux Jazz Festival, July 2022) (14 грудня 2022)
- Europe: Live Recordings 2022 (10 березня 2023)

## Нагороди та номінації
| Нагорода              | Year | Категорія                                     | Номінована робота                | Результат    | Прим.  |
| --------------------- | ---- | --------------------------------------------- | -------------------------------- | ------------ | ------ |
| Libera Awards         | 2023 | Запис року                                    | A Light for Attracting Attention | Номінація    | [ 67 ] |
| UK Music Video Awards | 2024 | Найкраще альтернативне відео — Великобританія | «Wall of Eyes»                   | В очікуванні | [ 68 ] |